# Karl Ernst Georges

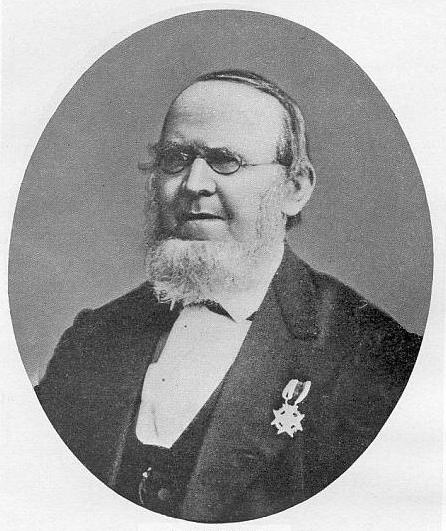
Karl Ernst Georges.

Karl Ernst Georges (* 26. Dezember 1806 in Gotha; † 25. August 1895 ebenda) war ein deutscher Altphilologe, Lehrer und Lexikograf.

## Leben
Karl Ernst Georges, Sohn eines Hofglasermeisters, besuchte in Gotha das Gymnasium Illustre, an dem zu dieser Zeit unter anderen auch Friedrich Wilhelm Döring (1756–1837) und Ernst Friedrich Wüstemann lehrten, und später das Gymnasium in Nordhausen, damals geleitet von Friedrich Karl Kraft. Von 1826 bis 1828 studierte er in Göttingen, danach bis 1829 in Leipzig.
Dort übernahm er im Anschluss für die Hahn’sche Verlagsbuchhandlung die Überarbeitung des Lateinisch-deutschen Handwörterbuchs von Immanuel Johann Gerhard Scheller und Georg Heinrich Lünemann. 1835 wurde er in Jena promoviert; als Doktorarbeit hatte er seine Fassung des Wörterbuchs von 1833 eingereicht.
Später wirkte er von 1839 bis 1856 als Oberlehrer am Herzoglichen Realgymnasium in Gotha und lebte, als seine zunehmende Erblindung eine Lehrtätigkeit unmöglich machte, dort anschließend als Privatgelehrter. 1862 erhielt er den Titel Professor.
Die von ihm bearbeiteten lateinischen Wörterbücher gelten auch heute noch als Standardwerke. Nach seinem Tod führte sein Sohn Heinrich Georges die Arbeit am zweibändigen Handwörterbuch fort und besorgte die 8. Auflage (Gotha, 1913; Neudruck Darmstadt 1985). Eine Neuausgabe unter dem Titel Der Neue Georges wurde 2013 von der Wissenschaftlichen Buchgesellschaft veröffentlicht.

## Veröffentlichungen (Auswahl)
Wörterbücher:
- Lateinisch-deutsches Handwörterbuch von Immanuel Johann Gerhard Scheller, danach bearbeitet von Georg Heinrich Lünemann
  - von Georges ab der 7. Auflage, Leipzig 1828, bearbeitet
  - 10. Auflage, Leipzig 1848, 2 Bände. von Georges völlig neu bearbeitet
  - 12. Auflage (= 5. Auflage der Neubearbeitung), Leipzig 1861–1862
  - ab der 6. Auflage der Neubearbeitung (Leipzig 1869) unter dem Titel Ausführliches lateinisch-deutsches Handwörterbuch - Lateinisch-deutscher Theil.
  - 7. Auflage: 2 Bände. Leipzig 1879–1880.
  - Ausführliches lateinisch-deutsches Handwörterbuch. Darmstadt 1985 (= Ausführliches lateinisch-deutsches und deutsch-lateinisches Handwörterbuch, lateinisch-deutscher Teil. 2 Bände. 8. Auflage. Leipzig 1913; Neudruck Hannover 1976).
    - Reprint der Ausgabe von 1913/1918: Wissenschaftliche Buchgesellschaft, Darmstadt 1998
    - [Digitalisat von Zeno]. In: Ausführliches lateinisch-deutsches Handwörterbuch. 8., verbesserte und vermehrte Auflage. Hahnsche Buchhandlung, Hannover (Digitalisat. zeno.org – mit bibliografischen Hinweisen).
- Deutsch-lateinisches Handwörterbuch (Leipzig 1830–34)
  - 11. Auflage (= 5. Auflage der Neubearbeitung), Leipzig 1861
  - ab der 6. Auflage der Neubearbeitung (Leipzig 1870) unter dem Titel Ausführliches deutsch-lateinisches Handwörterbuch
  - 7. Auflage: Leipzig 1882, 2 Bände.
- Lateinisch – Deutsch – Deutsch – Lateinisch, Ausführliches lateinisch-deutsches Handwörterbuch, Kleines deutsch-lateinisches Handwörterbuch von Karl Ernst Georges, Digitale Ausgabe der Digitalen Bibliothek, Band 69, Faksimile und Volltext, 2., erweiterte Ausgabe, Directmedia Publishing, Berlin 2004, ISBN 3-89853-469-3
- Kleines lateinisch-deutsches und deutsch-lateinisches Handwörterbuch (Leipzig 1864–65, 2 Bände)
  - 6. Auflage: Leipzig 1890
  - Kleines lateinisch-deutsches und deutsch-lateinisches Handwörterbuch. Lateinisch-deutscher Teil. 9., verbesserte und vermehrte Auflage, besorgt von Heinrich Georges, Hannover/Leipzig 1909; zahlreichen Neudrucke.
- Lateinisch-deutsches und deutsch-lateinisches Schulwörterbuch (Leipzig 1876–77; 3. Auflage mit einem Anhang: Wörterbuch der Eigennamen, Leipzig 1883)
- Kleines lateinisches Wörterbuch in etymologischer Ordnung von Scheller (komplett überarbeitet von Georges; Leipzig 1840)

Sonstiges:
- Denkschrift auf Ernst Friedrich Wüstemann (Gotha 1857)
- Gnomologia (Leipzig 1863)
- Thesaurus der klassischen Latinität (Leipzig 1854–68, 2 Bde.; nur die 1. Abteilung des 1. Bandes ist von Georges, der Rest von Gustav Mühlmann)
- Lexikon der lateinischen Wortformen (Leipzig 1890)